# Vâltori
Vâltori falu Romániában, Erdélyben, Fehér megyében. Közigazgatásilag Aranyosvágás községhez tartozik.

## Fekvése
Aranyosvágás közelében fekvő település.

## Története
Vâltori korábban Aranyosvágás része volt. 1956 körül vált külön 88 lakossal. 1966-ban 98, 1977-ben 82, 1992-ben 72, 2002-es népszámláláskor pedig 56 román lakost számoltak itt össze.